# Filon z Laryssy
Filon z Laryssy - (ur. w drugiej połowie II w. p.n.e., zm. I w. p.n.e.) – filozof platońskiej Akademii doby eklektyzmu (czwarta Akademia).
Był uczniem Kleitomachosa i po jego śmierci ok. 110 r. p.n.e. został scholarchą Akademii. Po wybuchu wojen Rzymu z Mitrydatesem przeniósł się do Rzymu, gdzie pozostał (prawdopodobnie) aż do śmierci. W Rzymie nauczał filozofii między innymi również Cycerona.
Nauczał, że mimo że stoickie kryterium prawdy nie wytrzymuje krytyki sceptycyzmu, nie wynika z tego że rzeczy są niezrozumiałe obiektywnie, lecz że to my ich nie rozumiemy. Może istnieć jakieś inne kryterium prawdy, które taką krytykę wytrzyma, ponieważ z natury rzeczy mogą być zrozumiałe.
Nie należy więc całkowicie odrzucać pojęcia prawdy. Należy przyjąć odróżnienie prawdy od fałszu, choć nie posiadając kryterium odróżniania tego co jest prawdą i posiadając jedynie pozory, możemy stwierdzić tylko to co prawdopodobne.
Filon przyjmuje prawdę odciśniętą w duszy i umyśle, której jednak nie można ująć ani zrozumieć na poziomie obiektywnej pewności. 
Wraz z jego poglądami przezwyciężono sceptycyzm panujący dotychczas w Akademii. 